# نورت‌ویل، شهرستان سافک، نیویورک
نورت‌ویل (به انگلیسی: Northville) یک منطقهٔ مسکونی در ایالات متحده آمریکا است که در شهرستان سافک، نیویورک واقع شده‌است. نورت‌ویل ۱۹٫۲ کیلومتر مربع مساحت و ۱٬۳۴۰ نفر جمعیت دارد.